# Tylomys
Tylomys là một chi động vật có vú trong họ Cricetidae, bộ Gặm nhấm. Chi này được Peters miêu tả năm 1866. Loài điển hình của chi này là Hesperomys nudicaudus Peters, 1866.

## Các loài
Chi này gồm các loài: